# اينزو مويانو
اينزو مويانو (بالإسبانية: Josué Moyano)‏ هو دراج أرجنتيني، ولد في 15 فبراير 1989 في سان لويس في الأرجنتين.

## وصلات خارجية
- اينزو مويانو على موقع الاتحاد الدولي للدراجات (الإنجليزية)
- اينزو مويانو على موقع أرشيف الدراجات (الإنجليزية)
- اينزو مويانو على موقع إحصائيات الدراجات الإحترافية (الإنجليزية)
- اينزو مويانو على موقع نسبة الدراجات (الإنجليزية)